# 福室幸作
福室 幸作（ふくむろ こうさく、1859年9月12日 - 1933年）は、明治-大正期において静岡県田方郡旧土肥町の前身である土肥村で活躍した政治家。養蚕業の普及に努めた。

## 概要
安政6年9月12日に富士郡横割村の大石家に生まれる。土肥村馬場の旧家福室家の後継として福室家を相続、福室幸作の父親は、大石宇三郎で、大石家は甲斐武田の家臣大石仁兵衛の子孫でもある。。
福室幸作は、明治22年（1889年）の土肥･小土肥両村が合併した際に、土肥村会議員選挙に立候補し、初当選以降、任期6年の期間中に政治家としての地位を確固たるものにした福室幸作は、明治30年8月より同33年3月まで土肥村助役を歴任後、明治33年3月に村長に初就任し、退任する明治41年4月までに潮除堤防設置(明治33年)や、電信架設(明治36年)、耕作整備事業実施(明治38年)、土肥中浜より新田に至る約20万米を開墾等(明治36年)の政策を実行し、土肥村の近代化に尽力する。
そして、明治44年に、村民の期待に応えて、再び村長に就任し、大正2年1913年の共同温泉設置等、大正4年まで村長を勤め上げた。
その後、政治家生活を終えた福室幸作は、自分の所有する山で土肥枇杷を栽培し、当時村で行われていた養蚕業に着目し、自宅前に冷蔵倉庫を新築、研究･試験所を作ったり、遠くの市町村から大勢の女工を集めて、土肥での養蚕業の振興に努めた。

## 馬場公園
伊豆市土肥の安楽寺近くに福室家の屋敷があったが、平成21年に屋敷の跡地を馬場公園として整備した。公園には、染井吉野・土肥桜・伊豆最福寺のしだれ桜・銀木犀・姫沙羅が植えられている。

## 引用･注釈
1. ↑  大石家は文政8年(1825年)に富士郡下花仁藤に起こした家で、政治手腕に優れた一族であるとされ、土肥村の初代官選戸長の石原重兵衛氏や富士郡横割村村長の大平十郎氏も大石家である。